# ソラとウミのアイダ
『ソラとウミのアイダ』は、フォワードワークスより配信されるスマートフォン用ゲームアプリ。略称は『ソラウミ』。2017年9月28日サービス開始。原作に広井王子を迎え、ゲームの他にもアニメや漫画など多角メディアで展開される。2019年5月7日をもってサービスを終了した。

## あらすじ
ある時、世界中の海から魚が消えた。
宇宙空間に生簀が建設されたことに伴い、広島県尾道に『尾道宇宙漁業団』が設立された。
男女雇用機会均等法の強化により女性漁師の増員がさけばれる中、空町春ら6人の少女たちが候補生として選ばれた。

## 登場人物

### 尾道宇宙漁師育成センター女子部
空町 春（そらまち はる）
声 - 高橋花林
本作の主人公。東京の向島出身の少女。17歳。そそっかしいところもあるが、明るく前向きな性格をしている。泳ぎがうまいことからカッパの異名を持つ。後先考えず行動し、周囲に迷惑をかけるトラブルメーカーだが、心優しくコミュニケーション能力に長ける。
村上 波乃（むらかみ なみの）
声 - 立花理香
村上水軍の末裔であるツンデレ少女。17歳。プロ意識が強く当初は価値観の違いで春やルビーに衝突することが多い。甘くないパンケーキが大好物。網元だった祖父にあこがれ、海に生きる村上の血統を守るべく宇宙漁師を目指した経緯を持つ。6人の中でのリーダー格、兼Aチームのリーダー（他のメンバーは真、舞湖）。
ルビー・安曇（ルビー あづみ）
声 - 井上ほの花
カリフォルニア出身の日米ハーフの少女。16歳。飛び級で大学2年生だったが、日本製生簀の入手をもくろむ父親の命令で、スパイとして送り込まれた。しかし、スパイであることを堂々と言ってしまうなどの天真爛漫な性格。パソコンやハッキングが得意。肉が好物だが魚の刺身（海外では高級品）や生卵は苦手で、いわゆる食文化の価値観の違いで波乃と口喧嘩してしまうが、春たちのアドバイスで刺身を克服する。
美剣 真（みつるぎ まこと）
声 - 神坂みお（旧名「神坂和」）
京都の刀工の娘。16歳。包丁に詳しい。まじめで冷静な性格をしている。「女に刀工はできない」といわれた父親に反発し、同じく女にはできないとされた漁師の道を進んだ経緯を持つ。過去に溺れた時のトラウマから水恐怖症で泳ぐことはできなかったが春達の特訓で克服する。ルビーと並ぶ最年少なので、ルビー以外の仲間とは敬語で話す。
櫻 舞湖（さくら まいこ）
声 - すずきももこ
秋田出身の少女。17歳。趣味は読書。行方不明になった兄・雄大を探すため宇宙漁師を目指した。訛りが強く運動が苦手だが戦略や分析が得意。過去のトラウマで肌を露出するビキニや水着を着るのが苦手で、プールの訓練には欠席していたが春のアイデアでウェットスーツを着るようになった。
薪 真紀子（まき まきこ）
声 - 米野真織
熊本出身。19歳。父親は水産省の役人で宇宙事業の推進者。愛称は「まきまき」。波乃および他のメンバーを支える副リーダー格、兼Bチームのリーダー（他のメンバーは春、ルビー）。

### 行政関係者
鳴海 高子（なるみ たかこ）
声 - 浅川悠
尾道市役所の漁業課の宇宙係の係長。27歳。宇宙漁師女子部の指導を行っている。
万年 玲二（まんねん れいじ）
声 - 高木渉
尾道市役所の漁業課課長。42歳。事なかれ主義だが、風祭たちが遭難した際には色々と協力し、辞表まで用意していた。
薪 新吾（まき しんご）
声 - 家中宏
真紀子の父親。東京・水産省の役人。6年前の事故を隠蔽した張本人。事件を隠蔽した結果、出世している。しかし、隠蔽したことを忘れてはおらず、風祭たちの救助に手を貸した。

### 尾道宇宙漁業協同組合
狸穴 浩二郎（まみあな こうじろう）
声 - 堀内賢雄
尾道宇宙漁業団の漁協長。市役所や宇宙漁師らの連絡役として多忙な毎日を送っている。6年前の事故の隠蔽のことはよく思っておらず、風祭たちが99号生簀にて事故に遭った際には女子部に頭を下げて頼んだ。

#### 宇宙漁師
風祭 譲次（かざまつり じょうじ）
声 - 櫻井孝宏
漁業団のチーフ。一期生。26歳。女性が宇宙漁業に参加することを反対しつつも、決められたことだとして胸の内にしまっている。元村上家にいた漁師で、波乃とは兄妹のように育った。魚が海からいなくなってしまったため、網本を閉じなければならず、漁師が出来なくなったことから宇宙漁師になった経緯を持つ。
鍵谷 厚志（かぎたに あつし）
声 - 泰勇気
漁業団の一員。一期生。25歳。フェミニストだが、女性に宇宙漁業は不可能だと考えている。また、女子生徒に会うたびに嫌味を言うが、本心は風祭と共に女性には危険な事をさせられないという優しさからである（第11話より）。緑川リカに想いを寄せているがリカが男性なのは知らない。
三島 三男（みしま。下の読みは不明）
声 - 竹内幸輔
漁業団の一員。25歳。宇宙漁業は3人でチームを組むため、風祭・鍵谷・三島がチームになっている。事故の際、一人だけ地上に戻ってきた。
櫻 雄大（さくら ゆうだい）
声 - 米内佑希
舞湖の兄。漁業団の元メンバーで、一期生のエース。6年前の事故で行方不明になり水産省の判断で隠蔽された。行方不明だが彼の守護神である木花咲耶姫に守られているため生存はしている。

#### 尾道缶詰工場
松島 芽衣子（まつしま めいこ）
声 - 今井麻美
尾道缶詰工場のチーフで、宇宙魚の商品化を実現させた。35歳。
榊原 まり子（さかきばら まりこ）
声 - もものはるな
缶詰工場の工員。17歳。
緑川 リカ（みどりかわ リカ）
声 - 東城日沙子
缶詰工場の工員。19歳。宇宙漁師を目指していたものの、両親の反対で缶詰工場に就職したという経緯を持つ。スカートを穿き女性にしか見えないが、アニメ版第5話で男子更衣室に入ろうとし、目撃した美剣真に理由を説明して驚愕させた（視聴者には聞こえなかった）。

### 尾道の人々
宇田川 源太（うだがわ げんた）
声 - 池田勝
居酒屋「源太」の大将。55歳。
宇田川 美奈（うだがわ みな）
声 - 西川舞
宇田川の内縁の妻で、高子の妹。24歳。元レディースで、気が短い。
黒部 梵（くろべ ぼん）
声 - 内田直哉
喫茶店「ジョナサン」の店主。50歳。
須田 加世子（すだ かよこ）
声 - 真山亜子（ゲーム）
レモン農家。60歳。黒部も仕入れに通っている。アニメ版はセリフ無し。

### 八百万神社の守護神
原作ゲームではプレーヤーが候補生と守護神を組み合わせるが、アニメではペアが固定されている。

#### 女子部の守護神
ミサキ様
声 - 中島唯
空町春の守護神兼パートナー。守護神で唯一現実世界でも行き来でき春の相談相手になっている。現実世界では春以外は見えない。春から「ミサピョン」と呼ばれている。漁具は持ってないが逸早く宇宙漁を見つけ出したり危険を察知することができる。語尾に「ピョン」が付く。
天日鷲命（あめのひわし）
声 - 森島亜梨紗
空町春の2番目の守護神。春に対して非協力的だったが春の戦いぶりとミサキ様の説得で春の守護神になった。漁具は弦楽器の琵琶で奏でる音符攻撃。
女子部の6体の守護神（ミサキ様を除く）が揃うことで、必殺技「神激（しんげき）スプラッシュ」が使えるようになる。
オーディン
声 - 渡邉允瑠
村上波乃の守護神。漁具は槍の先端から放つ電撃光線。
菊理媛神（くくりひめ）
声 - 森嵜美穂
ルビー・安曇の守護神。学ラン姿が特徴。漁具は鎖型の暗器。
天日名鷲命（あめのひなどり）
声 - 宇民祐希
美剣真の守護神。漁具は剣で一刀両断。自分のために祈るのではなく、他人を助けるために祈った真を認め守護神となった。
田霧姫（たぎりひめ）
声 - 八巻アンナ
櫻舞湖の守護神。漁具は霧を操った目くらまし効果。
闇神（くらおかみ）
声 - 三浦慎子
薪真紀子の守護神。漁具は長剣。

#### 宇宙漁師の守護神
天船鳥神（あめのとりふね）
声 - 松岡一平
風祭譲次の守護神。漁具は電撃で感電させる。伊邪那美命と吉祥天との三位一体の必殺技「神激スプラッシュ」を持つ。
伊邪那美命（いざなみ）
声 - 結木梢
鍵谷厚志の守護神。幼い少女の姿をした守護神で、漁具もファンシーな技で敵に衝撃を与える。
吉祥天（きっしょう）
声 - 三浦慎子
三島三男の守護神。漁具は周りに無数の網を張り巡らせる。
木花咲耶姫（このはなさくや）
声 - 森島亜梨紗
櫻雄大の守護神。桜吹雪の使い手で、漁具は二刀流の剣。6年前の事故で雄大と一緒に行方不明。

#### その他の守護神
大黒主（おおくにぬし）
声 - 久保田カン
イケメンの守護神。パープルの長い髪が特徴。春たちを落ちこぼれとして非協力的。
志那都彦（しなつひこ）
声 - 菊池勇成
ぽっちゃりした守護神。体に漁具のホルンを付けているのが特徴。春たちを落ちこぼれとして非協力的。
葦那陀迦神（あしなだか）
声 - 指出毬亜
赤い着物姿の守護神。春たちを落ちこぼれとして非協力的。
下神部 月葉（しもかんべ つきは）
声 - 長島はるか（ゲーム）
八百万神社の巫女姉妹の姉。アニメ版は未登場。
下神部 日向（しもかんべ ひなた）
声 - 富沢恵莉（ゲーム）
八百万神社の巫女姉妹の妹。アニメ版は未登場。

## 開発
本作は広井王子が初めてソーシャルゲームの原作を務めた作品であり、広井はソーシャルゲームの開発について「観客とのふれあいを通じて改善点を直して次の日に挑む作業が『サクラ大戦』の歌謡ショウを手掛けていたころに似ている」とGame Watchとのインタビューの中で振り返っている。

### キャラクター設定
キャラクター設定にあたり、広井はフォワードワークスに対し「これはアプリのゲームですか？それともコンテンツなんですか？」と尋ね、コンテンツであるという回答を得た。
主人公が大勢いるとメディアミックス時の障壁になることから、主人公は少ない方がよいと考えた広井は、主人公の人数を6人に設定した。
開発の時点で広井は守護神を武器として位置付けていたが、配信後にプレイヤーが守護神をキャラクターとして大事にしていたことがわかり、今後のゲームの中で改善する予定であると前述のインタビューの中で述べている。
ただし、守護神と少女たちのふれあいについてはゲームの中で描くと複雑になることから、アニメの方で描いていくともしている。

## テレビアニメ
2018年10月から12月にかけてTOKYO MXほかにて放送された。また、最終回の翌週（放送時間帯は同じ）には『おのぎょ大忘年会SP』が放送された。ただし、この回は内容が「総集編」や「スピンオフ」の様なアニメではなく、担当声優たちによるトーク番組であり放送内で出演者たちも「全12話」「最終話は12話」と明言しており、話数にはカウントされていない。

### スタッフ
- 原作 - 広井王子、フォワードワークス[5]
- 監督 - 濁川敦[5]
- シリーズ構成 - 山田隆司[5]
- 原作キャラクターデザイン - 植田和幸[5]
- アニメーションキャラクターデザイン - 山本周平[5]
- メカデザイン - いしはらいくろう[5]
- プロップデザイン - 下地聡子
- 美術監督 - 秋葉みのる
- 色彩設計 - 佐藤はじめ
- 撮影監督 - 葛山剛士
- CG監督 - 植木麻央
- 編集 - 村井秀明
- 音響監督 - 今泉雄一[6]
- 音楽 - 橘麻美[6]
- 音楽制作 - 橋本彩子
- チーフプロデューサー - 小島哲
- プロデューサー - 横山敏、川村仁、梶原剛、北澤史隆、青木美里、尾立絵利子、後閑研一
- アニメーションプロデューサー - 金森治樹
- アニメーション制作 - TMS/だぶるいーぐる[5]
- 製作 - ソラウミ製作委員会

### 主題歌
オープニングテーマ「ソラとウミのアイダ」
作詞 - 広井王子 / 作曲・編曲 - 古川貴浩 / 歌 - 空町春（高橋花林）、ルビー・安曇（井上ほの花）、櫻舞湖（すずきももこ）
エンディングテーマ「蒼の彼方」
作詞 - hotaru / 作曲 - 伊藤和馬 / 編曲 - 青木宏憲 / 歌 - 鈴木このみ
劇中歌「尾道恋時雨」（第9話）
作詞 - 広井王子 / 作曲・編曲 - 福田貴史 / 歌 - 宇田川美奈（西川舞）

### 各話リスト
| 話数   | サブタイトル                 | 脚本     | 絵コンテ       | 演出       | 作画監督                                                                       | 総作画監督 |
| ------ | ---------------------------- | -------- | -------------- | ---------- | ------------------------------------------------------------------------------ | ---------- |
| 第1話  | 宇宙でサカナをとっちゃうぞ！ | 山田隆司 | 濁川敦         | 宇根信也   | 加藤壮 藤田正幸                                                                | 山本周平   |
| 第2話  | 女子部シューゴウ！           | 山田隆司 | 濁川敦         | 山田卓     | 劉雲留                                                                         | 石川慎亮   |
| 第3話  | ルビー、スパイだからな！     | 久尾歩   | 島津裕行       | 熨斗谷充孝 | 清水恵蔵 山本径子                                                              | 山本周平   |
| 第4話  | みんなでウミにいきませんか？ | 山下憲一 | 本南宗吾郎     | 徐恵眞     | 加藤壮 野本正幸                                                                | 山本周平   |
| 第5話  | ボクにチカラを！             | 山下憲一 | 鍋島修         | 村山靖     | 松本文男 岡辰也 谷津美弥子 粟井重紀 野道佳代 野本正幸 加藤壮 福田瑞穂 飯田清貴 | 石川慎亮   |
| 第6話  | ラムネと秘密とお兄ちゃん     | 久尾歩   | 濁川敦         | 秦義人     | 宍戸久美子 飯田清貴 高橋敦子 新田靖成 戸丸昌洋 フォレスト・アンダーソン        | 石川慎亮   |
| 第7話  | リーダーは、わたし！         | 山田隆司 | 児谷直樹       | 久保山英一 | 北村淳一 石川慎亮 時矢義則 谷津美弥子 たかおかきいち                           | 山本周平   |
| 第8話  | 春と波乃のアイダ             | 山下憲一 | 関野関十       | 関野関十   | 加藤壮                                                                         | 山本周平   |
| 第9話  | 浴衣でラクしい夏休み！       | 久尾歩   | 宇根信也       | 宇根信也   | 渡辺浩二 野本正幸                                                              | 山本周平   |
| 第10話 | キオクとキロク               | 山下憲一 | 島津裕行       | 村山靖     | 津熊健徳 栗井重紀 冨田佳亨 朝岡卓也 谷津美弥子                                 | 山本周平   |
| 第11話 | 笑顔でソラへ！               | 山田隆司 | 佐藤真人       | 山内東生雄 | 徳岡紘平 加藤壮                                                                | 山本周平   |
| 第12話 | ソラとウミのアイダ           | 久尾歩   | RoydenB 濁川敦 | 濁川敦     | 野本正幸 飯田清貴                                                              | 山本周平   |

### 放送局
| 放送期間                  | 放送時間                     | 放送局      | 対象地域 | 備考                             |
| ------------------------- | ---------------------------- | ----------- | -------- | -------------------------------- |
| 2018年10月4日 - 12月20日  | 木曜 0:00 - 0:30（水曜深夜） | TOKYO MX    | 東京都   | 製作参加                         |
|                           |                              | サンテレビ  | 兵庫県   |                                  |
|                           | 木曜 21:30 - 22:00           | AT-X        | 日本全域 | CS放送 / リピート放送あり        |
| 2018年10月5日 - 12月21日  | 金曜 0:00 - 0:30（木曜深夜） | BSフジ      | 日本全域 | BS/BS4K放送 / 『アニメギルド』枠 |
| 2018年10月8日 - 12月24日  | 月曜 1:20 - 1:50（日曜深夜） | 中国放送    | 広島県   |                                  |
| 2018年10月12日 - 12月28日 | 金曜 22:30 - 23:00           | J:COMテレビ | 日本国内 | CATV / 『アニおび』枠            |

| 配信期間                  | 配信時間                                | 配信サイト                                                   |
| ------------------------- | --------------------------------------- | ------------------------------------------------------------ |
| 2018年10月4日 - 12月20日  | 木曜 0:00（水曜深夜） 更新              | dアニメストア                                                |
| 2018年10月6日 - 12月22日  | 土曜 23:30 - 日曜 0:00                  | ニコニコ生放送                                               |
| 2018年10月7日 - 12月23日  | 日曜 0:00（土曜深夜） 更新              | ビデオパス J:COMオンデマンド milplus Amazonプライム・ビデオ  |
| 2018年10月9日 - 12月25日  | 火曜 0:00 （月曜深夜） 更新             | FOD ひかりTV GYAO! あにてれ                                  |
|                           | 火曜 12:00 更新                         | アニメ放題 U-NEXT                                            |
|                           | 火曜 23:30 - 水曜 0:00                  | AbemaTV                                                      |
| 2018年10月10日 - 12月26日 | 水曜 0:00 （火曜深夜） 更新             | Abemaビデオ ビデオマーケット DMM.com                         |
|                           | 水曜 12:00 更新                         | Rakuten TV Google Play                                       |
| 2018年10月24日 - 12月26日 | 初回のみ3話一挙配信 以降水曜 12:00 更新 | バンダイチャンネル ムービーフルPlus Ongenムービー HAPPY!動画 |

### BD / DVD
| 巻 | 発売日        | 収録話          | 規格品番  | 規格品番  |
| 巻 | 発売日        | 収録話          | BD        | DVD       |
| -- | ------------- | --------------- | --------- | --------- |
| 1  | 2019年1月9日  | 第1話 - 第2話   | BIXA-1241 | BIBA-3331 |
| 2  | 2019年2月2日  | 第3話 - 第4話   | BIXA-1242 | BIBA-3332 |
| 3  | 2019年3月2日  | 第5話 - 第6話   | BIXA-1243 | BIBA-3333 |
| 4  | 2019年4月2日  | 第7話 - 第8話   | BIXA-1244 | BIBA-3334 |
| 5  | 2019年5月10日 | 第9話 - 第10話  | BIXA-1245 | BIBA-3335 |
| 6  | 2019年6月4日  | 第11話 - 第12話 | BIXA-1246 | BIBA-3336 |

## ラジオ
『ソラウミアワー』が2017年9月19日から放送されている。
『宇宙漁師候補生がラジオやってみた！宇宙漁業団非公認！花林とほの花とももことソラとウミのラジオ！略してギョギョッとラジオ！』が、超!A&G+にて2017年9月3日から2018年12月30日まで毎週日曜 13：00 - 13：30で配信、音泉では2017年9月4日から2018年12月31日まで毎週月曜に配信された。パーソナリティは空町春役の高橋花林、ルビー・安曇役の井上ほの花、櫻舞湖役のすずきももこの3人。

## 書誌情報

### 漫画
KADOKAWA「月刊コミック電撃大王」にて2017年11月号から2019年1月号まで連載された。また、同社の電撃PlayStationに付属する『デンプレコミック』で4コマ漫画の『ソラとウミのアイダのスキマ』が連載される。
- 作画：べっこうリコ、原作・監修：広井王子/フォワードワークス『ソラとウミのアイダ』電撃コミックスNEXT
  1. 2018年4月27日発売 ISBN 978-4-04-893806-8
  2. 2018年12月27日発売 ISBN 978-4-04-912049-3

### 小説
- 著者：たきもとまさし、カバーイラスト：植田和幸、原作・監修：広井王子／フォワードワークス、本文イラスト：早瀬あきら『ソラとウミのアイダ 〜はじまりの物語〜』電撃ゲーム文庫 2018年6月9日発売 ISBN 978-4-04-893395-7